# Kiseljak
Kiseljak (v srbské cyrilici Кисељак) je město ve Středobosenském kantonu Bosny a Hercegoviny. Nachází se v hornaté krajině, v údolí řeky Lepenica, blízko jejího soutoku s řekou Fojnica (v tzv. Kiseljacké kotlině). Je samosprávným centrem općiny Kiseljak.
V roce 2013 zde žilo dle bosenského sčítání lidu 3 773 obyvatel, kteří byli většinově (80 %) chorvatské národnosti. Bosňáci jsou zastoupeni 13 %.

## Historie
Město je poprvé připomínáno k roku 1531 v cestopisu Slovince Benedikta Kuripešiče. Na začátku 16. století zde byla zbudována mešita, zájezdní hostinec (karavanseráj) a další stavby. Existence těchto budov je doložena v tureckých soudních zápisech z druhé poloviny 16. století.
V roce 1659 město navštívil turecký cestovatel a cestopisec Evlija Čelebi, který zaznamenal přítomnost minerální (kyselé) vody. Podle ní získalo město svůj název. Obchodníci s místní vodou cestovali po regionu a prodávali ji. Rovněž doložil i budovu zájezdního hostince. Dle dokumentů francouzských cestovatelů z počátku 19. století se tato voda vyvážela i do Dubrovníku.
Do své současné podoby se město rozvinulo po druhé světové válce. Stáčení minerální vody přerostlo do průmyslových poměrů a ta se začala vyvážet na území celé tehdejší Jugoslávie. Na její produkci je postavena ekonomika malého města.